# Giovanni Lanfranco (Maler)

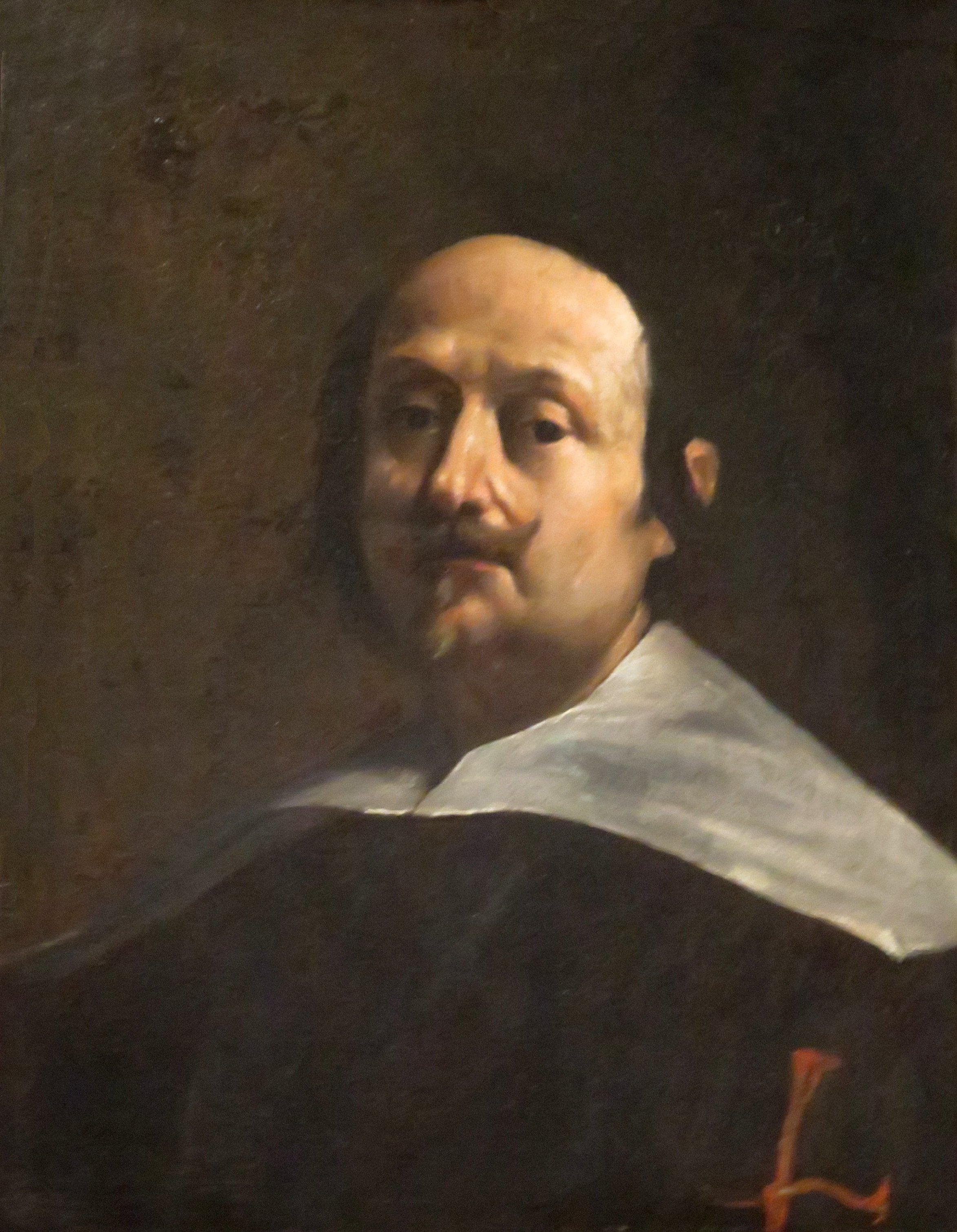
Selbstbildnis von Giovanni Lanfranco, 1628 und 1632, Columbus Museum of Art

Giovanni Lanfranco (* (getauft am) 26. Januar 1582 in Terenzo bei Parma; † 29. November 1647 in Rom) war ein italienischer Maler, Freskant und Zeichner, der vor allem in Rom und Neapel wirkte. Er gilt neben Guercino und Pietro da Cortona als einer der Begründer des Hochbarock in der Malerei.

## Leben

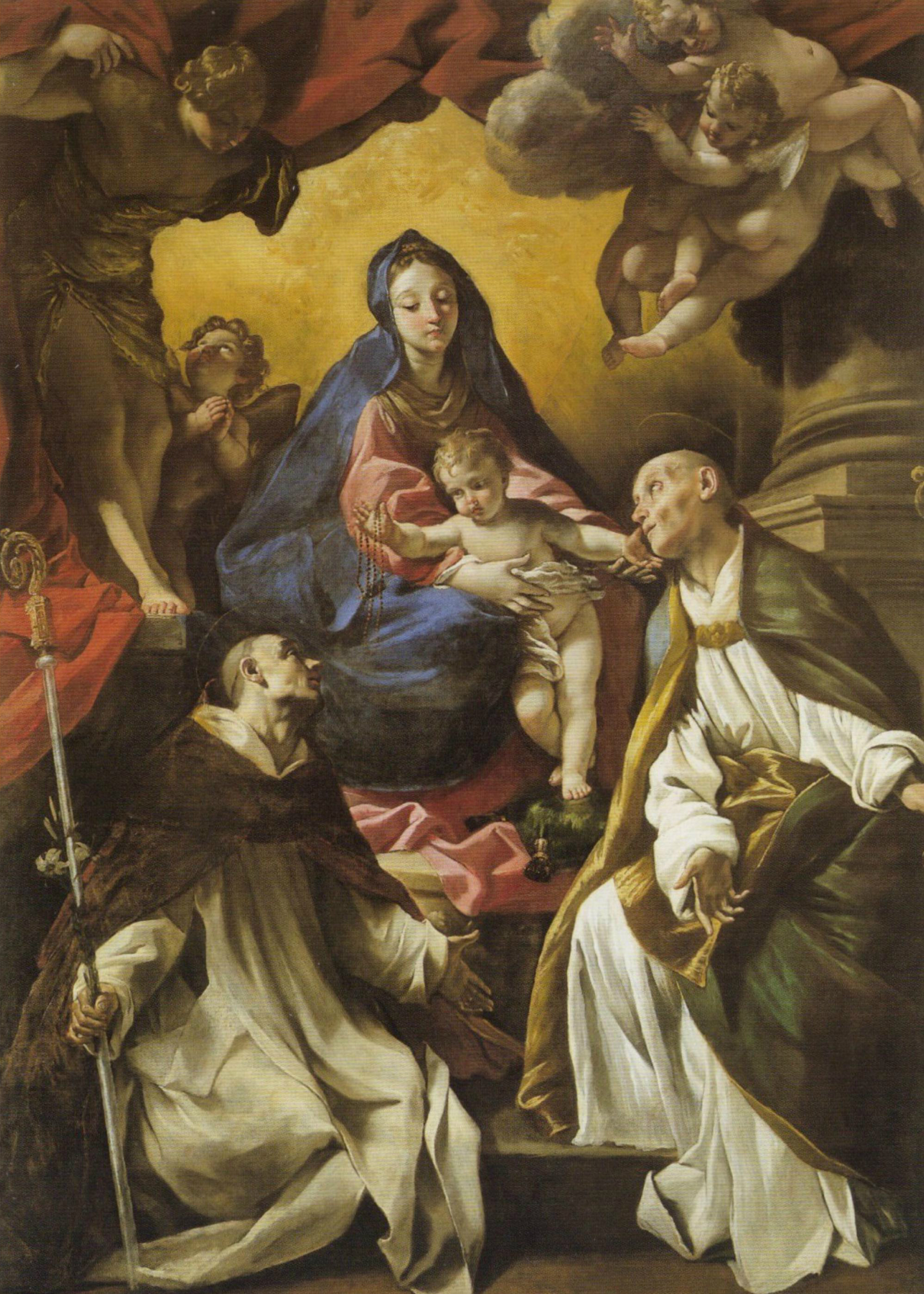
Rosenkranzmadonna mit den Hl. Dominikus und Gennaro, 1638, Museo di Capodimonte, Neapel (aus der Chiesa del Rosario, Afragola)

Er kam als Sohn von Stefano Lanfranco und dessen Frau Cornelia zur Welt und war (laut Passeri) als Kind Page beim Grafen Orazio Scotti di Montalbo in Piacenza, wo er auch eine Schulbildung erhielt. Scotti entdeckte das zeichnerische Talent des Jungen und ließ ihn von Agostino Carracci unterrichten, der zu dieser Zeit gerade in Parma für Ranuccio Farnese arbeitete. Eventuell war der junge Lanfranco im Jahr 1598 auch vorübergehend in Bologna bei Ludovico Carracci, was jedoch nicht nachgewiesen ist.
Nach Agostino Carraccis Tod am 23. Februar 1602 ging Lanfranco zusammen mit seinem Studienkollegen Sisto Badalocchio von Parma nach Rom und trat in die Werkstatt von Annibale Carracci ein. Dieser ließ ihn 1604–05 zusammen mit Domenichino, Badalocchio und Antonio Carracci an den rechteckigen Wandfresken der Galerie im Palazzo Farnese arbeiten, nach Carraccis Entwürfen. Lanfranco wird von diversen Autoren die Szene mit Arion auf dem Delphin, und eventuell auch Merkur und Apollo, zugeschrieben. Während seiner Zeit in der Carracci-Werkstatt wirkte er von 1604 bis 1607 unter Leitung Albanis auch an der Dekoration der Cappella Herrera in San Giacomo degli Spagnoli mit, und später unter Guido Reni im Oratorio di Sant’Andrea bei San Gregorio Magno und in San Sebastiano fuori le Mura.

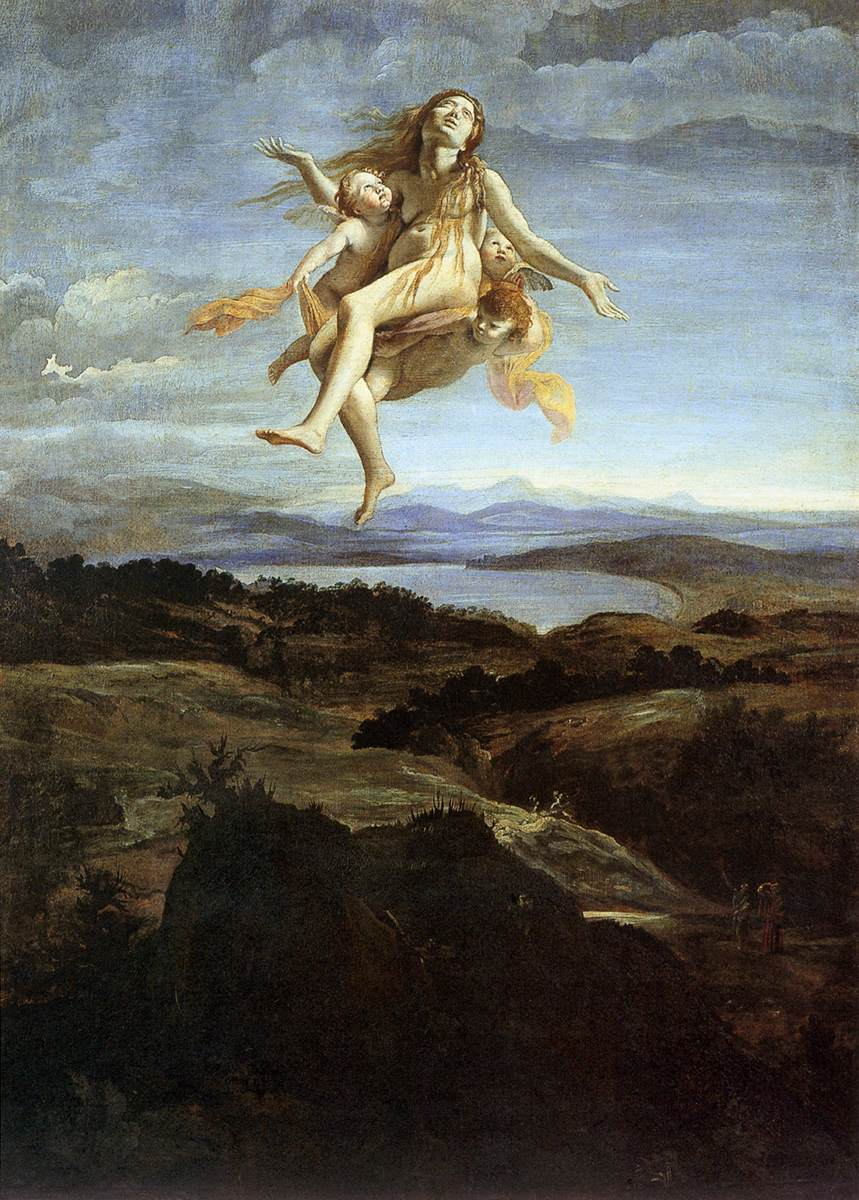
Ekstase der hl. Maria Magdalena, ca. 1616, Museo di Capodimonte, Neapel

Nach dem Tode Annibale Carraccis lebte Lanfranco von September 1609 bis etwa 1612 wieder in seiner Heimatstadt und in Piacenza. Er erhielt viele Aufträge für Altarbilder und Fresken und arbeitete für den Grafen Scotti.
Danach kehrte er nach Rom zurück und blieb dort über 20 Jahre lang. Sein wachsender Ruf verschaffte ihm zahlreiche Bestellungen für Privatkunden und Altarbilder für diverse Kirchen in Italien, unter anderem für die Kathedrale von Piacenza und für Santa Maria del Carmine in Orvieto. Vieles davon befindet sich heute in Museen und Privatsammlungen.
Um 1615 schuf er einen (heute verlorenen) alttestamentarischen Zyklus in drei Räumen des Palazzo Mattei. Im selben Jahr erhielt er seinen ersten großen öffentlichen Auftrag in Rom, die Dekoration der Cappella Bongiovanni in der Kirche Sant’Agostino, wo er ein kleines Kuppelfresko mit der Himmelfahrt Mariä und vier Propheten malte, außerdem ein Altarbild und Wandfresken.
Im Januar 1616 heiratete er Cassandra Barli († 1. Januar 1649), die ihm seine Kinder Flavia (* 28. März 1617), Angela (* 14. Februar 1618), Giuseppe (* 3. August 1624) und Maria (* 10. September 1626) schenkte. In seinem Haushalt lebten auch seine Mutter Cornelia († 1627) und seine Schwiegermutter Giulia Nicolini. Seine Mutter ist auf dem Porträt seiner Familie (1626) zu sehen – ein Bild, das zeitweise im Besitz von Decio Azzolini war (2002 in der Sammlung der Banca popolare, Novara). In einer für Natale Rondini gemalten Hl. Caecilia am Spinett mit Engeln (heute: Bob Jones University Gallery, Greenville, SC) vermuten einige Autoren ein Porträt von Lanfrancos Frau Cassandra. Noch bekannter ist allerdings die Hl. Caecilia an der Orgel mit einem Engel in der National Gallery in Washington, die um 1619 von Orazio Gentileschi begonnen und später von Lanfranco fertiggestellt wurde.
Lanfrancos Dekor der Cappella Bongiovanni brachte ihm viel Anerkennung, und bedeutende Mäzene wurden nun auf ihn aufmerksam, wie Papst Paul V. und die Kardinäle Scipione Borghese und Odoardo Farnese. 1616–17 arbeitete er zusammen mit Carlo Saraceni und dem Quadraturmaler Agostino Tassi an Dekorationen in der Sala regia im Quirinalspalast, und etwa gleichzeitig schuf er im Palazzetto Farnese in der Via Giulia bis 1618 den Dekor für das sogenannte Camerino degli Eremiti, darunter die Deckengemälde Christus von Engeln bedient und Himmelfahrt der Magdalena (siehe Abb.), die sich heute im Museo di Capodimonte in Neapel befinden.

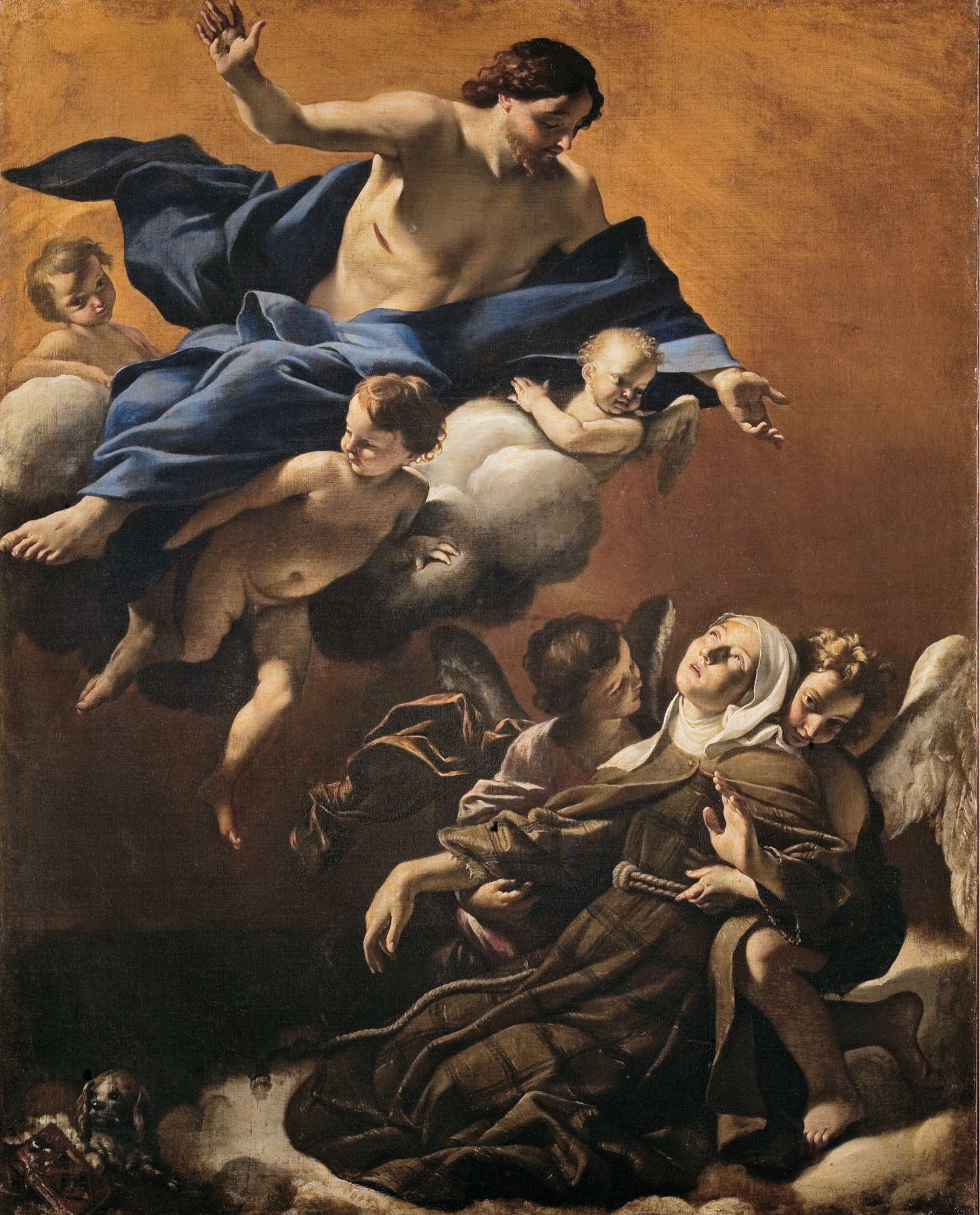
Ekstase der seligen Margherita da Cortona, 1622, Öl auf Leinwand, 230 × 185 cm, Palazzo Pitti, Florenz

Im Auftrag von Paul V. sollte Lanfranco auch die Benediktionsloggia von Sankt Peter ausmalen. Durch den plötzlichen Tod des Papstes am 28. Januar 1621 kam es jedoch nicht mehr dazu.
Lanfrancos Hauptwerk der beginnenden 1620er Jahre ist die Dekoration der Cappella Sacchetti (oder „del Crocifisso“) in San Giovanni dei Fiorentini, die er 1622–23 mit dem Kuppelfresko Christi Himmelfahrt und Propheten in den Pendentifs, sowie mit Lünetten und zwei Tafelbildern zur Passion Christi ausschmückte.
Eins seiner bekanntesten und gelungensten Bilder aus dieser Zeit ist die Ekstase der seligen Margherita da Cortona (1622), die heute im Palazzo Pitti in Florenz ausgestellt ist (siehe Abb.) und wahrscheinlich Bernini als Vorbild zu dessen berühmter Skulptur Verzückung der heiligen Theresa (1645–52) diente.
Mittlerweile war er einer der führenden Maler Roms und zu seinen Kunden gehörten auch römische Familien wie die Lancellotti und Costaguti, deren Paläste er verschönerte. Von Kardinal Scipione Borghese erhielt den Auftrag für ein Deckenfresko mit dem Rat der Götter (1624–25) im ersten Stock der Villa Borghese, das als bahnbrechendes Werk empfunden wurde und als erste stilistisch wirklich barocke Himmelsszene gelten kann. Das Bild wurde aber im späten 18. Jahrhundert zum großen Teil von Domenico Corvi übermalt und überfremdet.
Um 1624–25 schuf Lanfranco einen Gemäldezyklus für die Sakramentskapelle in San Paolo fuori le Mura, der unter anderem aus acht Ölbildern bestand, darunter ein Letztes Abendmahl und Szenen aus dem Alten und Neuen Testament, die heute über Museen in der ganzen Welt verstreut sind, in Dublin, Poitiers, Marseille, Amsterdam, Cesena und Los Angeles.

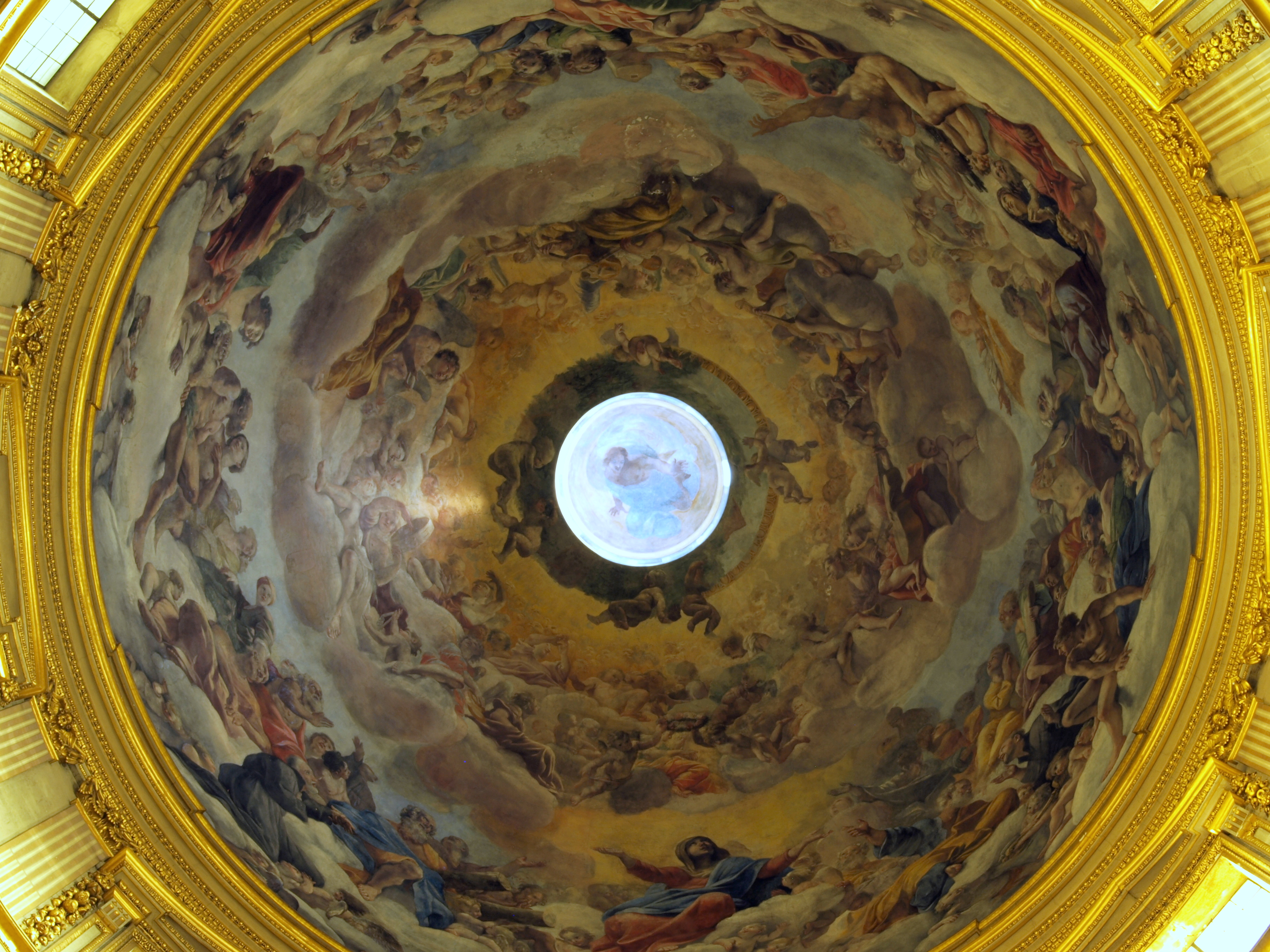
Kuppelfresko mit Mariä Himmelfahrt, 1625–28, in Sant’Andrea della Valle, Rom

Sein bedeutendstes und größtes Werk in Rom ist jedoch das Kuppelfresko Himmelfahrt Mariä mit Engelsglorie in Sant’Andrea della Valle, für das er zwischen August 1625 und Juni 1629 immer wieder Bezahlungen erhielt. Es gilt als ein „Schlüsselwerk“ des römischen Barock. Bereits am 30. Juni 1627 besichtigte Papst Urban VIII. das fertige Werk, das allgemein große Bewunderung erregte. „Es stellt einen unermesslichen Raum des Himmels dar und endigt mit einer Glorie, deren Licht sich von der Hauptfigur, dem ewigen Vater, aus ergießt“. Dabei orientierte sich der Maler in seiner Komposition aus in zwei übereinanderliegenden Kreisen angeordneten himmlischen Figuren an Correggios Kuppelfresken in Parma, in San Giovanni Evangelista und im Dom. Für Sant’Andrea della Valle schuf er 1628 auch das große Altarbild Tod des seligen Andrea Avellino im rechten Querschiff.
Wie sehr er nun in Gunst stand zeigen mehrere Aufträge für den Petersdom, für den er 1628 nach längerem Hin und Her ein Fresko Petrus, mit Christus auf dem Meer wandelnd (für den Altar de la Navicella) malte, als Ersatz für ein älteres Bild von Bernardo Castello – Lanfrancos Original wurde später durch ein Mosaik ersetzt. Im selben Jahr verlieh ihm Urban VIII. den Christus-Orden. Im Petersdom schuf Lanfranco zwischen 1629 und 1632 auf Betreiben von Kardinal Francesco Barberini auch das Gewölbefresko Glorie des Kreuzes sowie Passionsszenen in der Cappella del Crocifisso, und er lieferte auch Vorlagen für Mosaiken in der Cappella della Madonna della Colonna, die von G. B. Calandra ausgeführt wurden.
1631 und 1632 wurde Giovanni Lanfranco als Nachfolger von Bernini zum Leiter (principe) der Accademia di San Luca gewählt.
Ein berühmtes Gemälde Lanfrancos ist die Harfe spielende Venus (heute: Galleria Nazionale d’Arte Antica, Rom), die er zu Beginn der 1630er Jahre neben zwei weiteren Bildern für Marco Marazzoli (1602–1662) malte, einen Harfenisten und Komponisten, der am Hofe der Barberini wirkte. Im Übrigen soll eine der Töchter Lanfrancos ebenfalls Harfe gespielt haben, vielleicht als Schülerin Marazzolis (?), welcher das Gemälde nach seinem Tode dem Kardinal Antonio Barberini vermachte.
Giovanni Lanfrancos Ruhm war mittlerweile über die Grenzen Italiens hinaus gedrungen und er malte nicht nur Gemälde für römische Paläste und Kirchen in ganz Italien (um 1630 u. a. für Perugia und Spoleto), sondern erhielt sogar 1631 von den Fuggern den Auftrag für die riesige, 7 Meter hohe, Himmelfahrt Mariä (1632) in der Dominikanerkirche in Augsburg.

Für den Hauptaltar der Kirche Sankt Leodegar in Luzern malte er 1633–34 im Auftrag des päpstlichen Nuntius der Schweiz, Ranunzio Scotti, eine Darstellung von Christus im Garten Gethsemane.

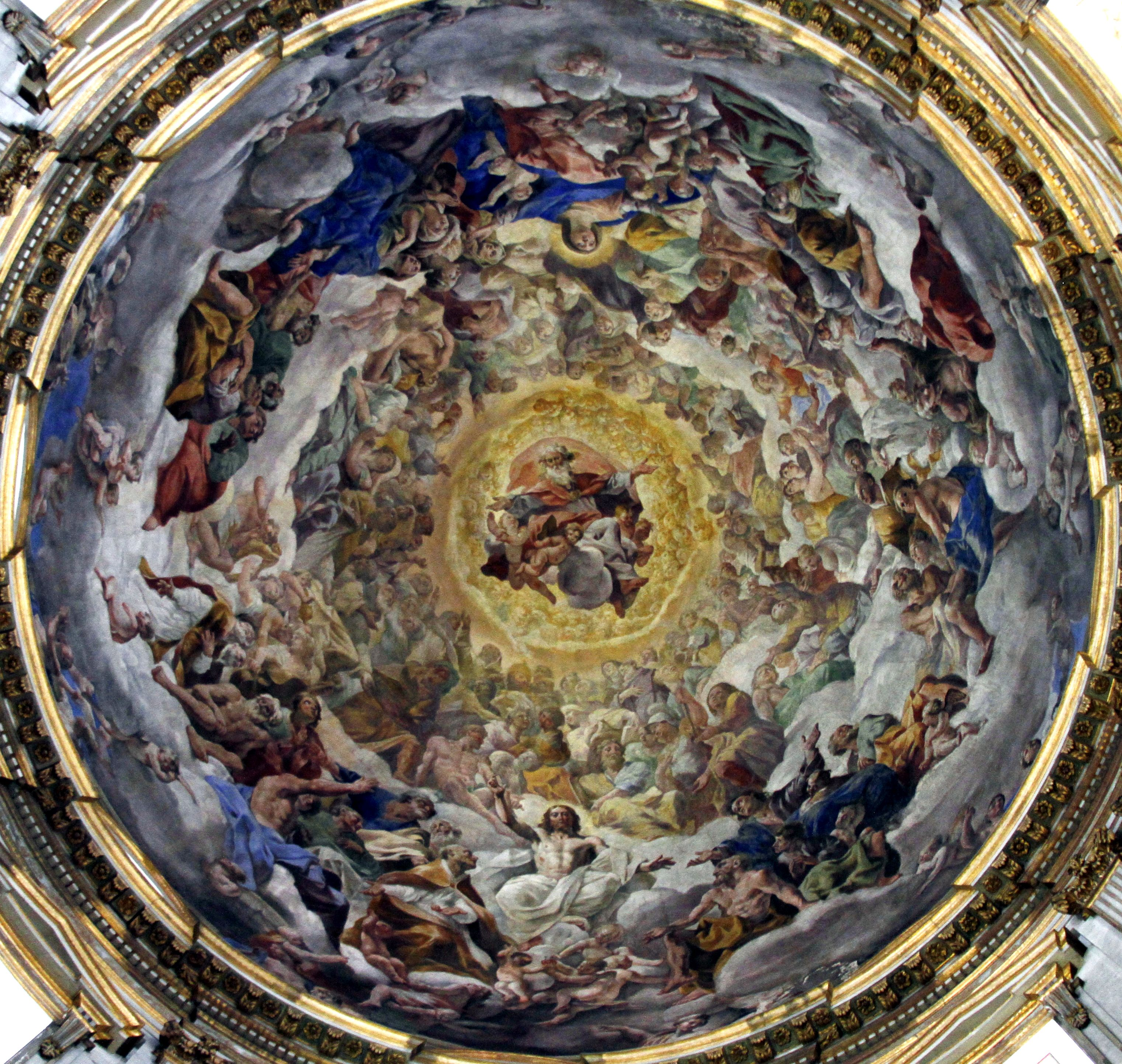
Lanfrancos Kuppelfresken in der Cappella di San Gennaro im Dom zu Neapel, 1641–43

Im März 1634 folgte Lanfranco einem Ruf der Jesuiten nach Neapel zur Ausmalung der Kuppel der Ordenskirche Gesù Nuovo. Diese wurde im Juli 1636 dem Publikum präsentiert und gehörte zu seinen meistbewunderten Werken.  Die Kuppel stürzte jedoch bei einem Erdbeben im Jahr 1688 ein und nur Lanfrancos vier Evangelisten in den Pendentifs haben sich erhalten.
Er blieb 12 Jahre in Neapel, wo er eine Reihe weiterer bedeutender und vielbewunderter Fresken in anderen Kirchen schuf: die spektakuläre (und erhaltene) Kuppel in der berühmten Capella del Tesoro di San Gennaro im Dom mit dem sogenannten Paradies (1641–43) und das Deckenfresko in der Certosa di San Martino (1637–38). Die neapolitanische Kirche Santi Apostoli malte er im Zeitraum von 1638 bis 1646 fast komplett aus, nur die Kuppel wurde später von Benaschi freskiert.
Zu seinen neapolitanischen Kunden gehörte auch der spanische Vizekönig von Neapel, Manuel de Zúñiga y Fonseca Graf von Monterrey, für den Lanfranco zwischen 1634 und 1638 sieben Bilder zu einem Zyklus über die Geschichte Roms malte, die für König Philipp IV. von Spanien und dessen Buen Retiro-Palast bestimmt waren; die meisten dieser Bilder befinden sich heute im Prado in Madrid (siehe Abb. unten). Auch Domenichino – einer von Lanfrancos größten Konkurrenten – und Gianfrancesco Romanelli steuerten jeweils nur ein Bild zu demselben Zyklus bei.
Der Graf von Monterrey bestellte bei Lanfranco außerdem eine enorme, 5 Meter hohe, Verkündigung (1635–36) für die Kirche der unbeschuhten Augustinerinnen in Salamanca, wo der Vizekönig später begraben wurde.

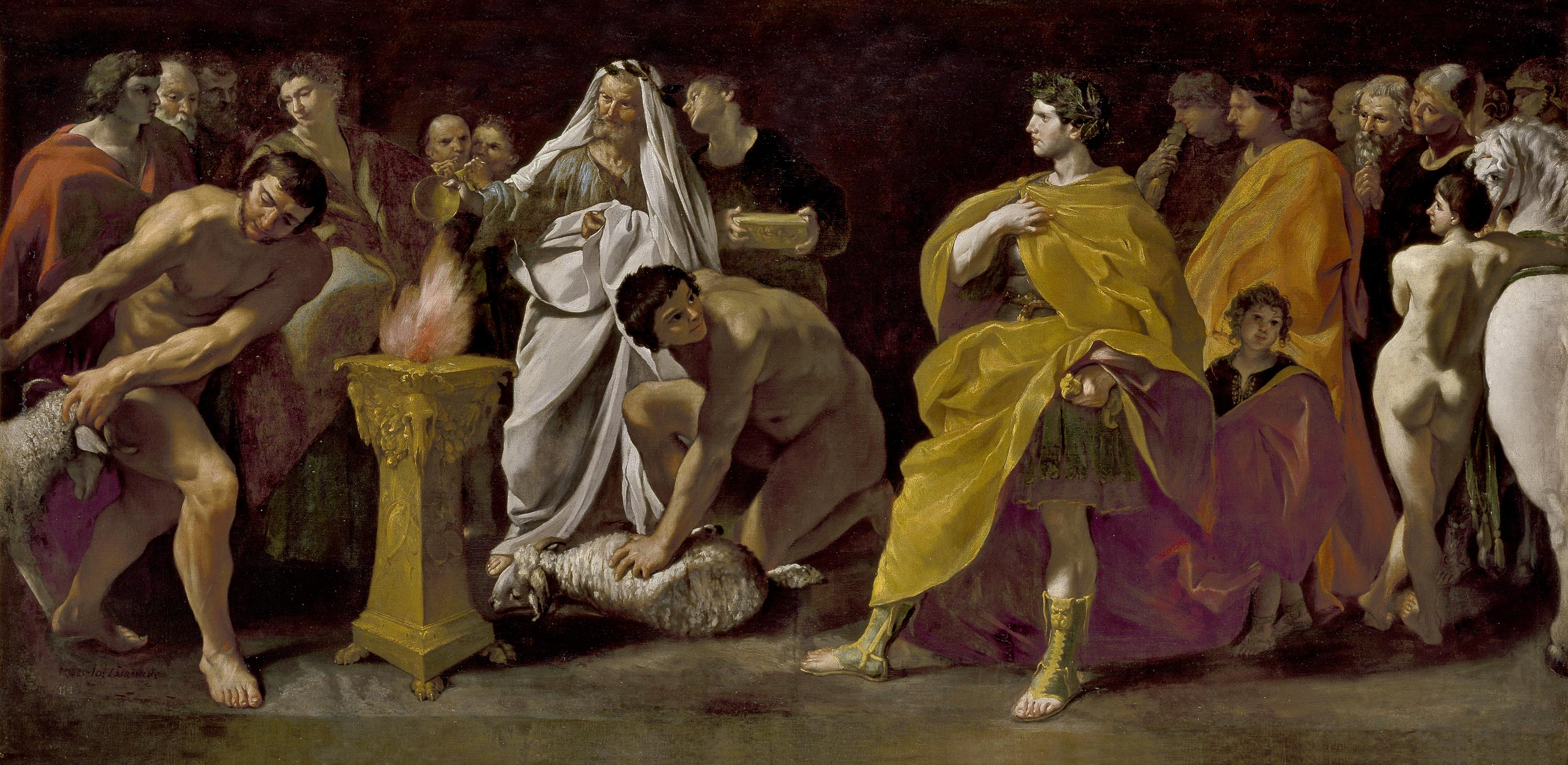
Auspizien für einen römischen Imperator, 1634–38, Öl auf Leinwand, 181 × 362 cm, Prado, Madrid

Lanfranco arbeitete außerdem ab 1643 für den Erzbischof von Neapel, Kardinal Ascanio Filomarino, an Dekorationen im erzbischöflichen Palast von Neapel (Palazzo arcivescovile). Daneben schuf er weiterhin Altarbilder für Kirchen in anderen Teilen Italiens, wie in Lucca und Pistoia.
Gegen Ende seines neapolitanischen Aufenthalts im Jahr 1646 malte Lanfranco auch Fresken in der Kapelle des Vizekönigs Rodrigo Ponce de León im Palazzo Reale, die im Zweiten Weltkrieg, während der Bombardierung Neapels am 14. August 1943, zerstört  wurden (zusammen mit Fresken von C. Mellin).
Ende 1646 kehrte der Maler mit seiner Familie nach Rom zurück, wo er bei seinem Bruder Egidio in Trastevere wohnte. Sein letztes Werk war das Apsisfresko der Kirche San Carlo ai Catinari in Rom.
Giovanni Lanfranco starb im Alter von 65 Jahren am 29. November 1647 in Rom und wurde am darauf folgenden Tag in Santa Maria in Trastevere bestattet.

## Würdigung
Giovanni Lanfranco malte in erster Linie religiöse, aber auch mythologische Motive. Seine größte Leistung liegt in seinen Fresken, besonders seinen auch heute noch erhaltenen Kuppeln in Sant’Andrea della Valle in Rom und in der Cappella di San Gennaro in Neapel, die eine Weiterentwicklung von Correggios Werken in Parma sind.

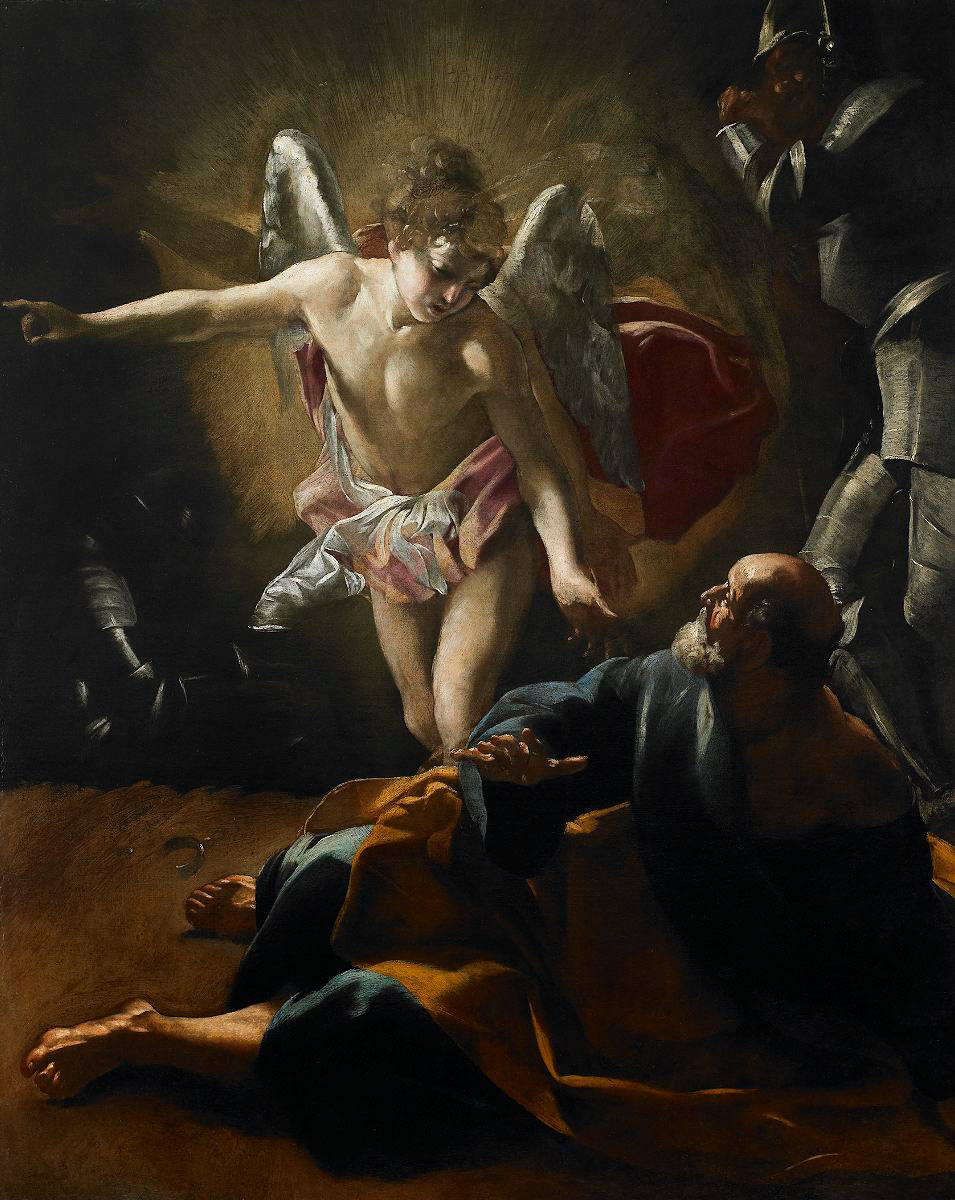
Befreiung des Hl. Petrus, 1620, 153,9 × 122,2 cm, Birmingham Museum of Art

Etwas allgemeiner kann Lanfranco geradezu als „der“ Maler göttlichen Lichts verstanden werden: In vielen seiner bedeutendsten Werke, sowohl Fresken als auch Ölgemälden, stellte er religiöse Visionen und Ekstasen sowie Madonnen mit Heiligen dar, die er in unübertrefflicher und unverkennbarer Weise in ein leuchtend goldenes überirdisches Licht hüllte – im Grunde ein Rückgriff auf den typischen mittelalterlichen Goldgrund, aber in einem neuen malerischen und realer wirkenden barocken Verständnis. Stilistisch bildet seine Kunst einen Übergang zwischen der Bologneser Schule der Carracci und dem reinen Hochbarock des Pietro da Cortona. Im reifen Stil seiner Glanzzeit kombinierte Lanfranco auf seine persönliche Weise die klassische Eleganz Raffaels mit der Lieblichkeit Correggios. Dabei zeigen seine Ölgemälde „eine kühne Phantasie und glänzende Farbe“. Sein Farbauftrag wirkt leicht und etwas flächig, Licht und Schatten sind deutlich ausgearbeitet, seine Figuren plastisch geformt, die Kompositionen auf natürliche Weise und lebendig bewegt. Gelegentlich bis etwa 1620 arbeitete er bei Tafelbildern in einem wahrscheinlich von der caravaggesken Mode inspirierten Tenebroso-Stil, ohne je seine Eleganz aufzugeben.
Lanfranco übte besonders auf die neapolitanische Malerei einen erheblichen Einfluss aus, der unter anderem bei Massimo Stanzione und auch noch bei Luca Giordano zu spüren ist.
Es verwundert kaum, dass er bei der riesigen Menge an – teilweise gigantischen – Aufträgen manchmal seine Werkstatt zu Hilfe zog oder zuweilen flüchtig arbeitete, daher finden sich „neben großartigen Meisterwerken … auch unbedeutende Werke“.

Es sind über fünfzig Zeichnungen erhalten, meist Figuren- und Detailstudien in schwarzer Kreide auf graubraunem oder bläulichem Papier.

## Bildergalerie

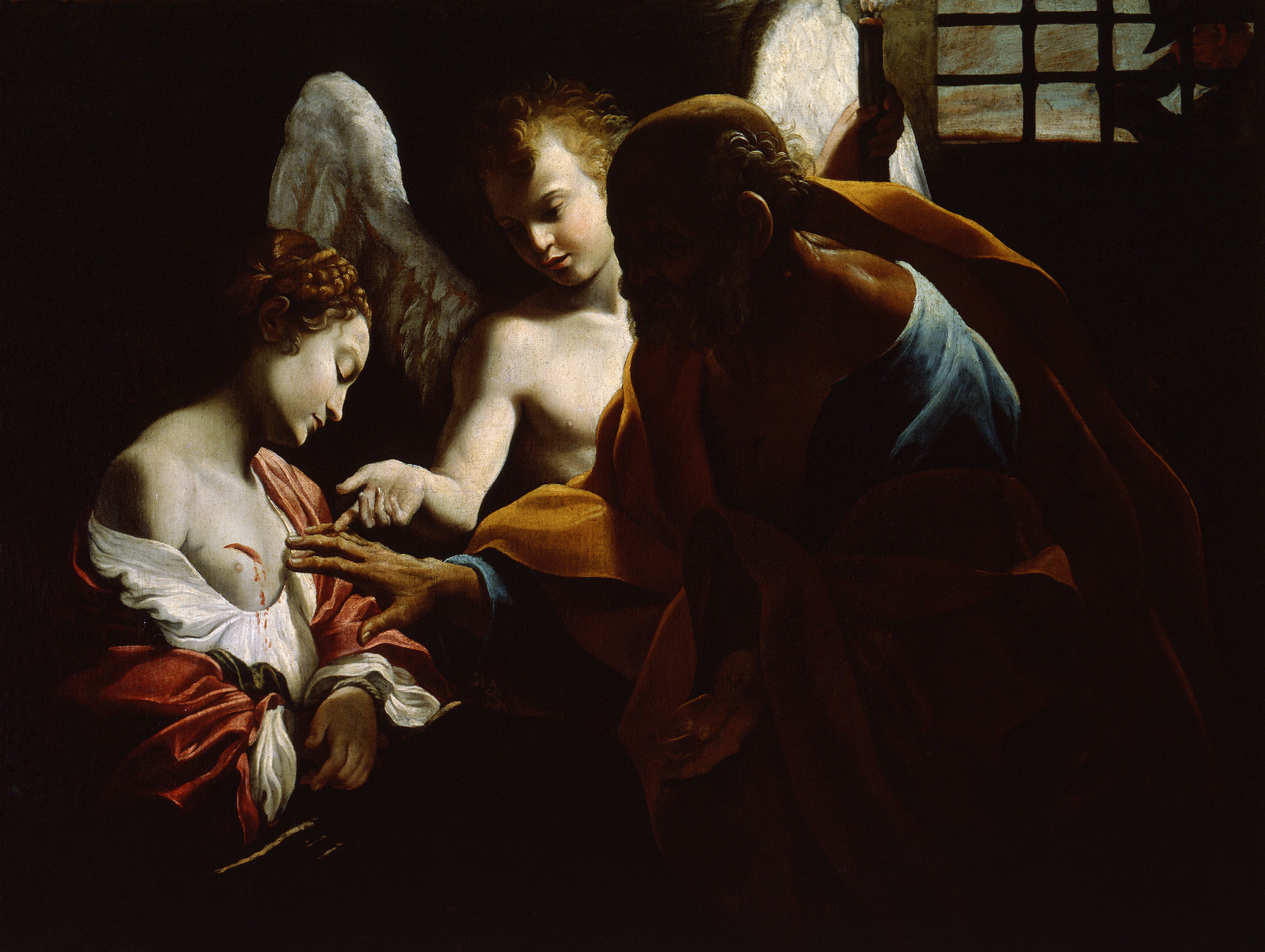
Die Hl. Agatha im Kerker, geheilt von Petrus, 100 × 132,6 cm, Galleria nazionale, Parma, 1613–14
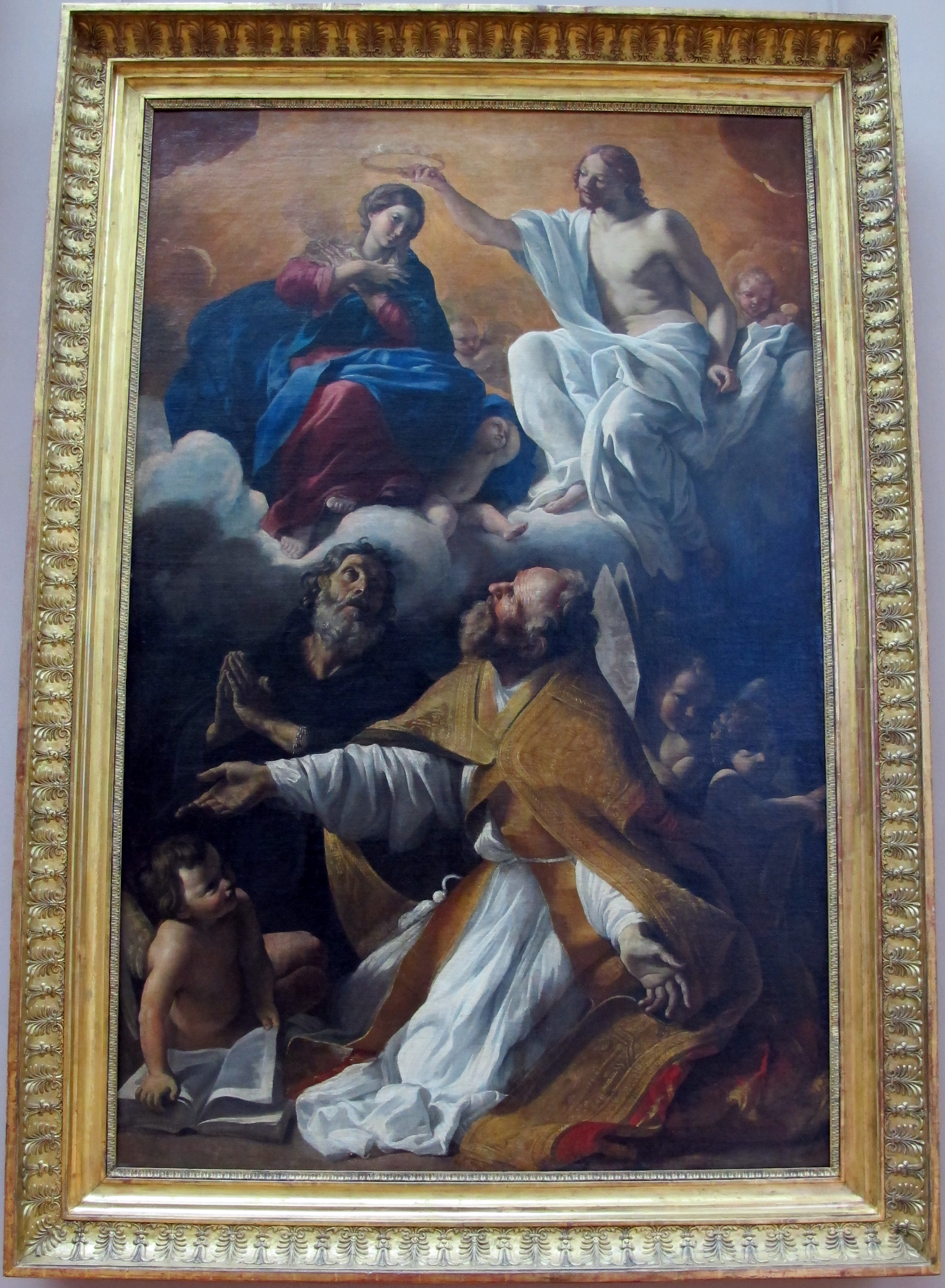
Marienkrönung mit den Hl. Augustinus und Wilhelm von Aquitanien, um 1616, Louvre, Paris
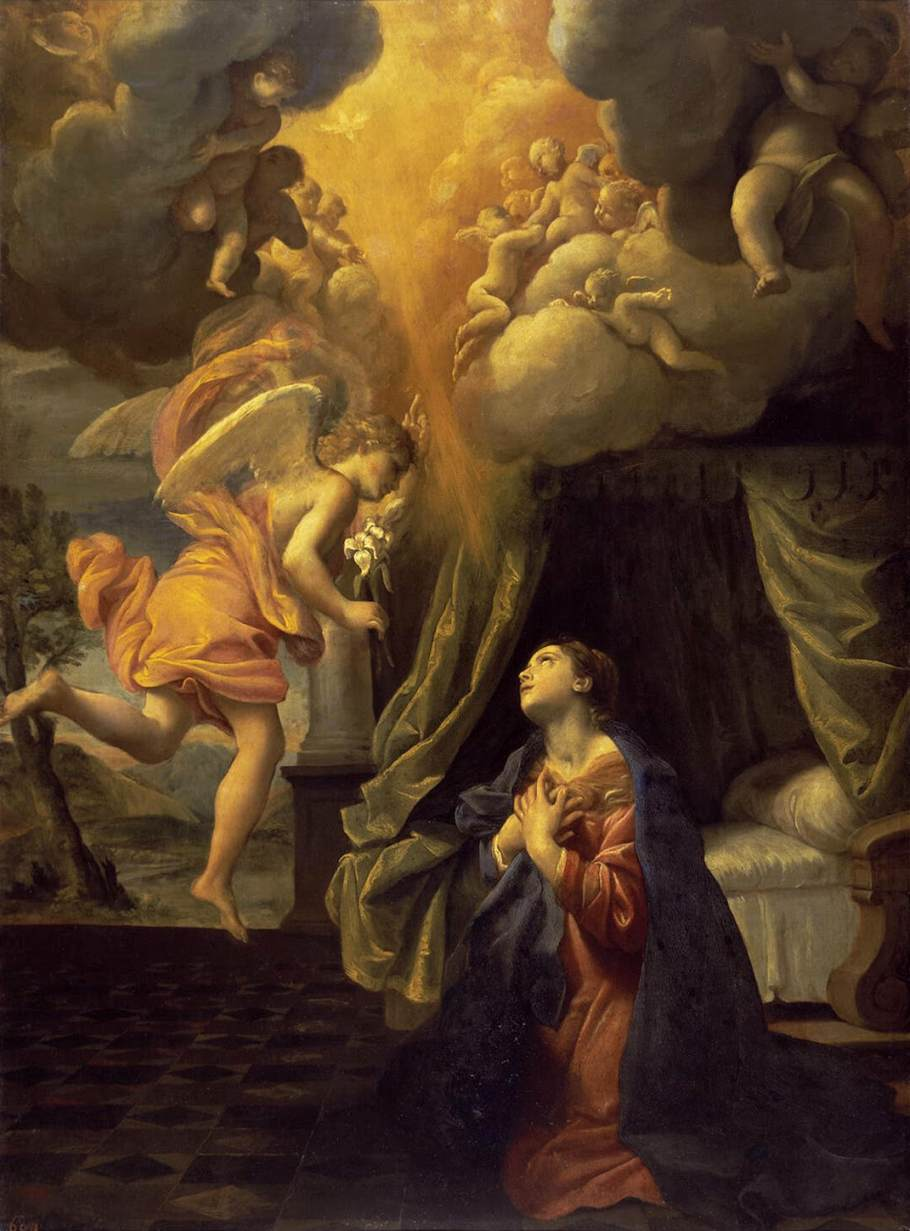
Verkündigung, 74 × 54 cm, Öl auf Kupfer, Eremitage, St. Petersburg, 1610–30
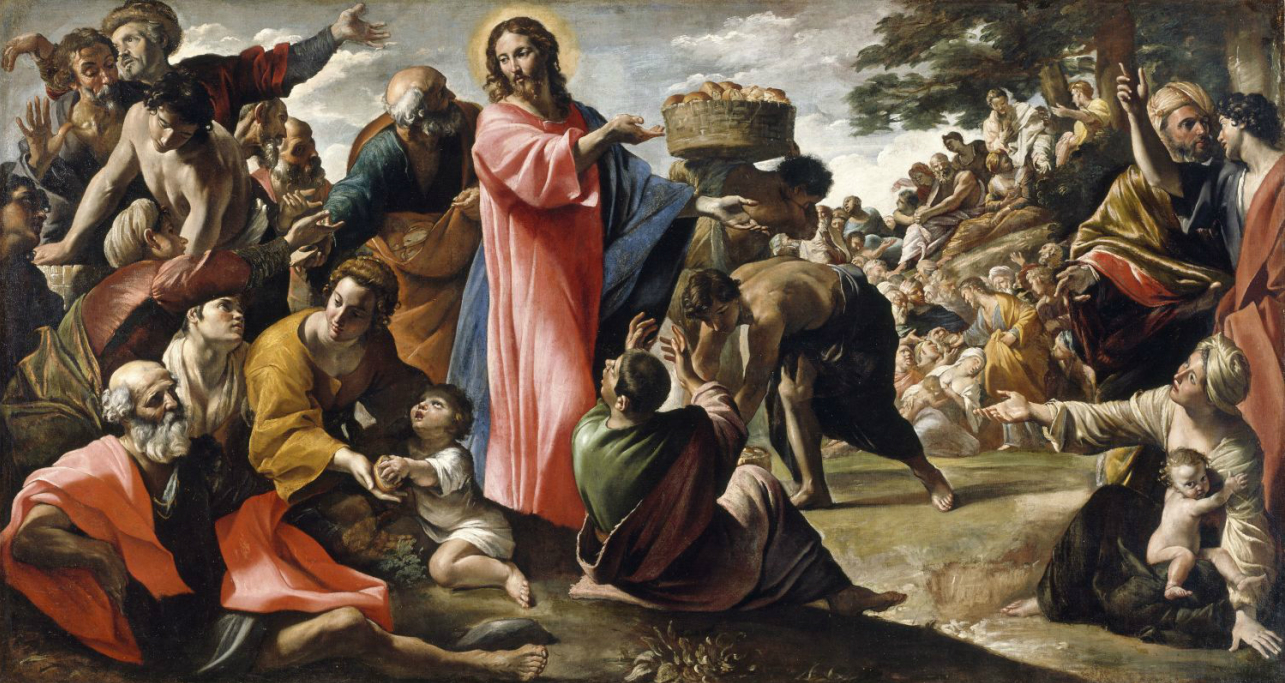
Das Wunder der Brotvermehrung, 229 × 426 cm, National Gallery, Irland, 1620–23
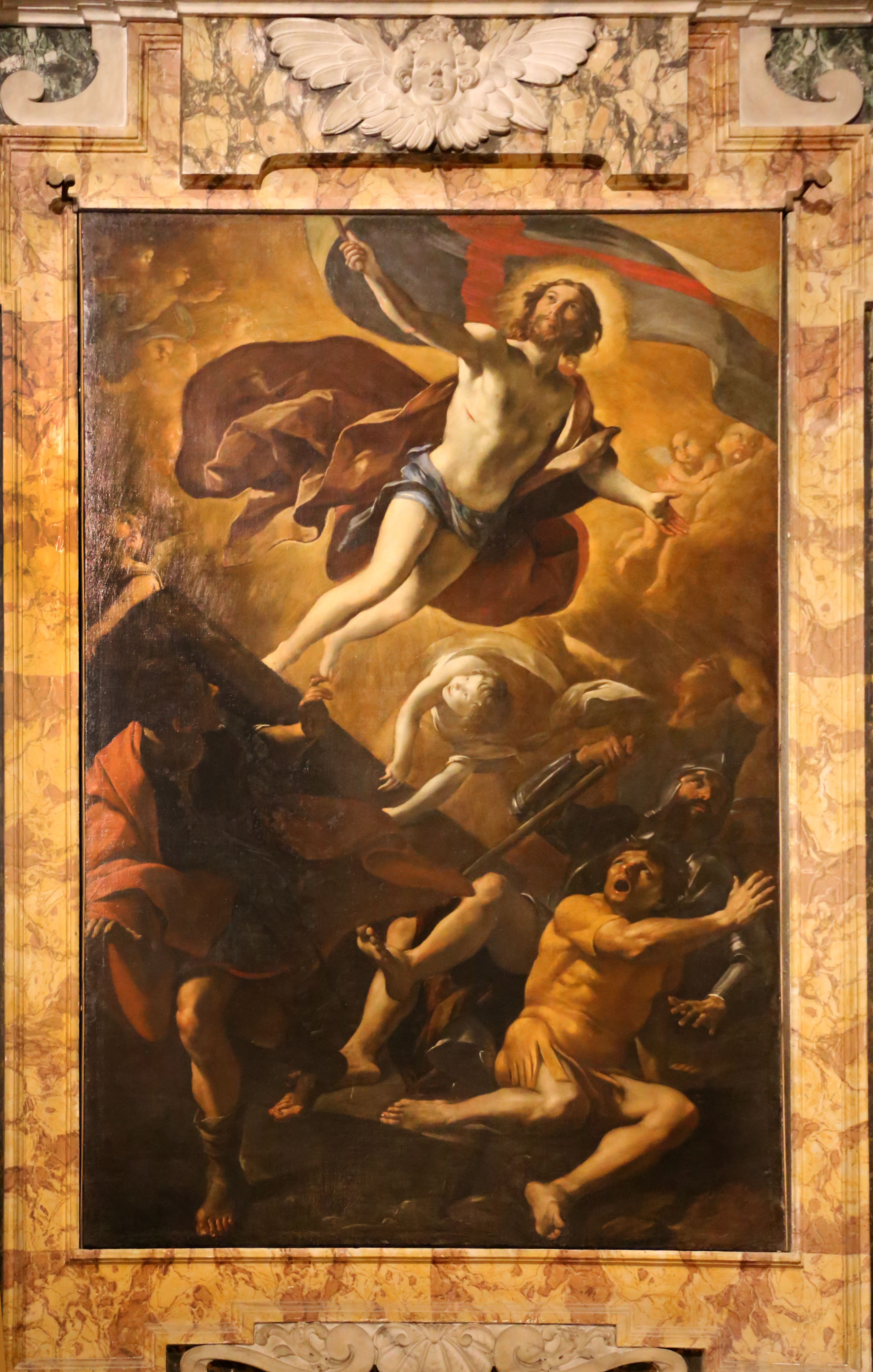
Auferstehung Christi, 1622, Öl auf Leinwand, San Leone, Pistoia
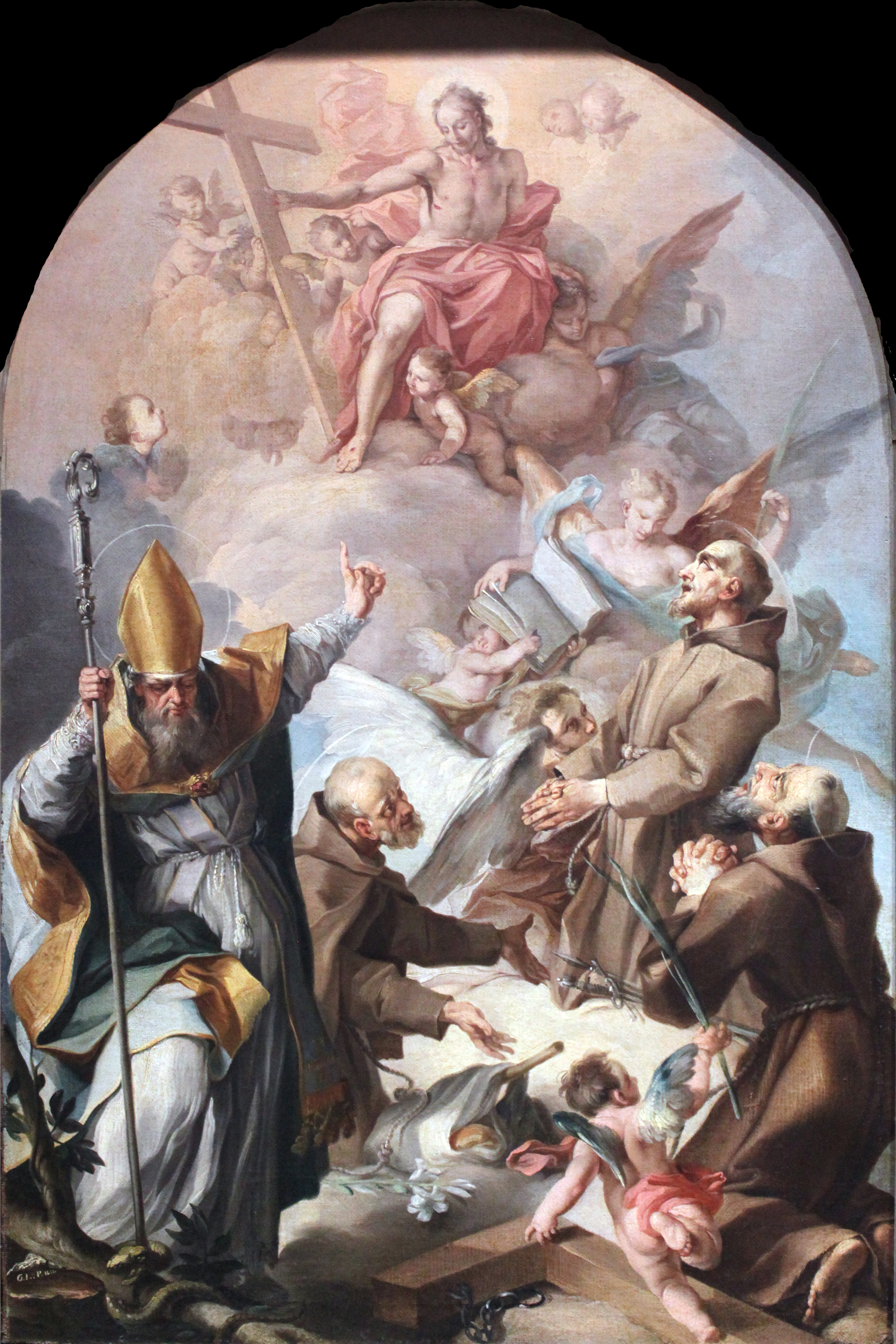
Drei Kapuzinerheilige und ein heiliger Bischof beten Christus und das Kreuz an, Frankfurt am Main, Städelsches Kunstinstitut und Städtische Galerie, 1630
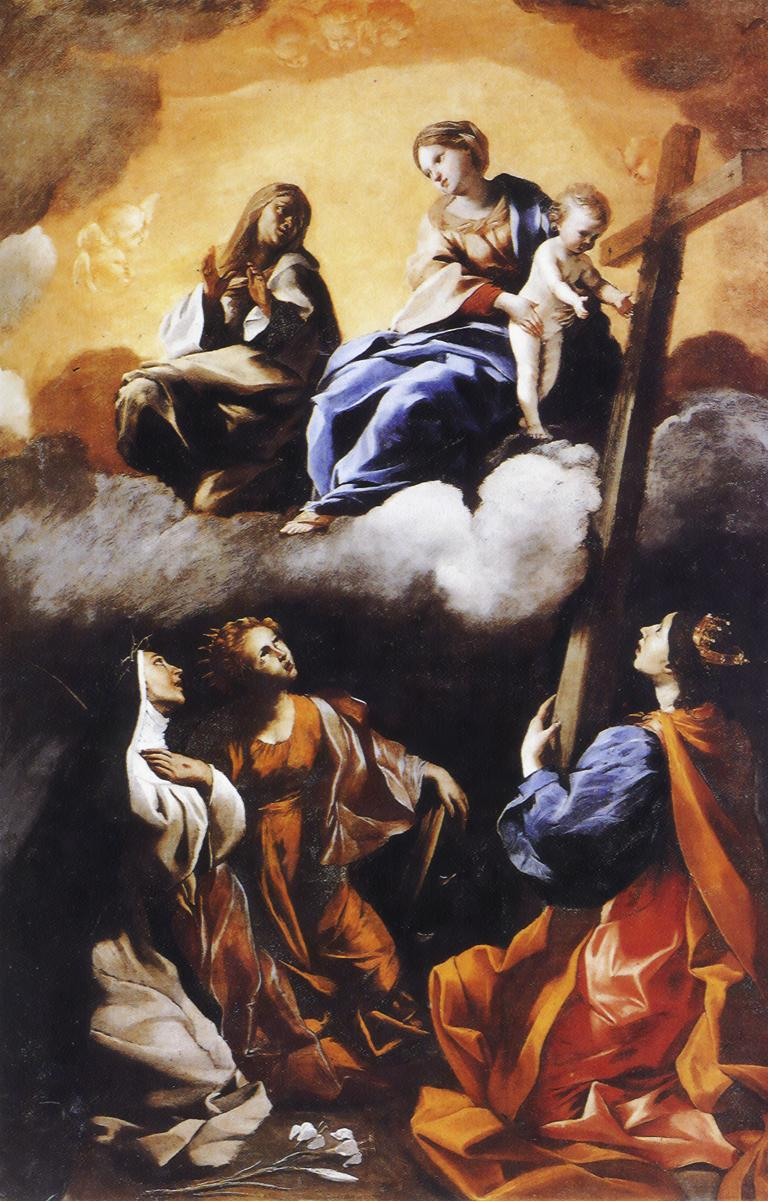
Madonna mit Kind und den Hl. Anna, Katharina von Siena, Katharina von Alexandrien und Helena, um 1630, Öl auf Leinwand, 295 × 198 cm, San Domenico, Spoleto
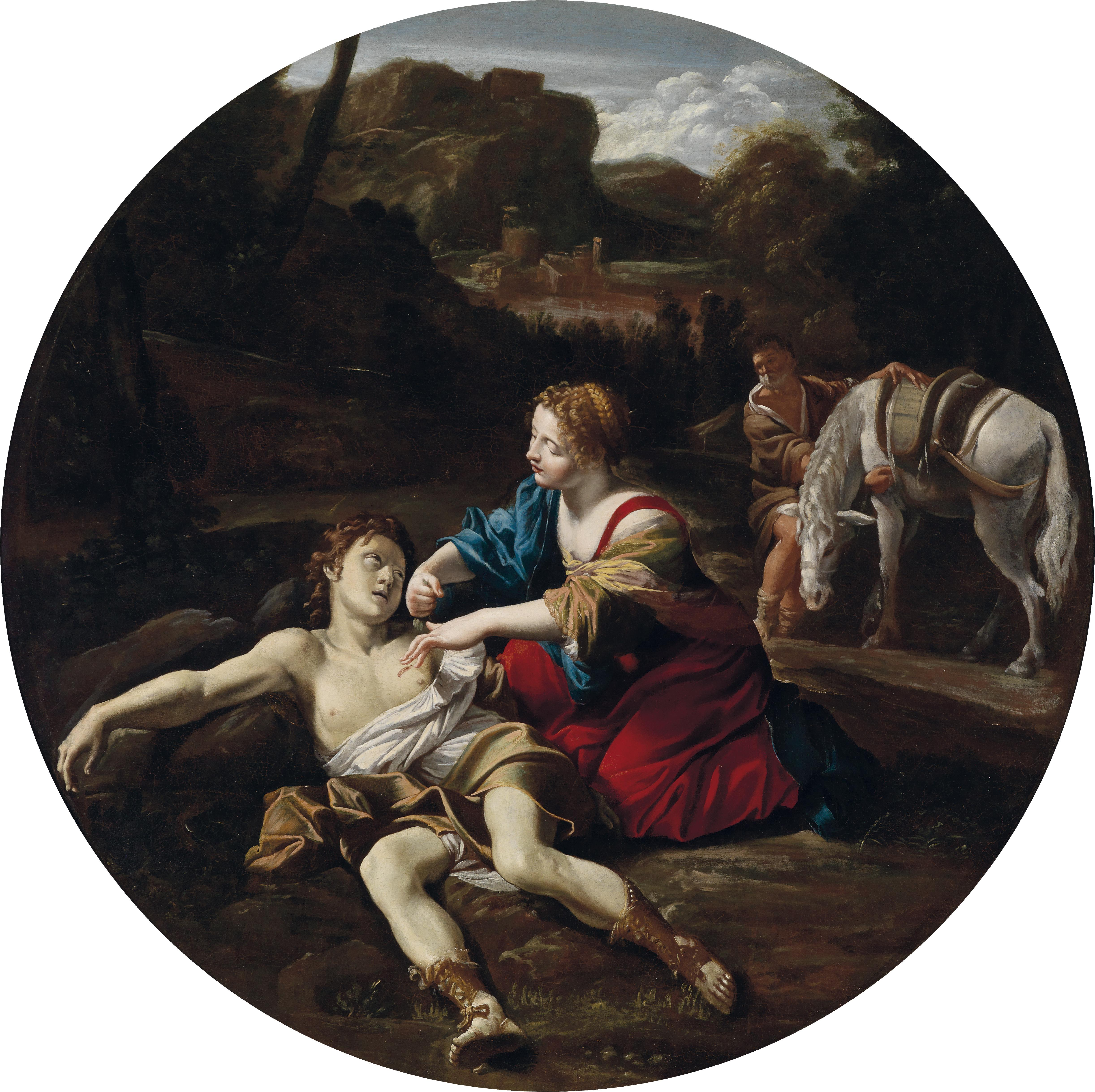
Angelica pflegt Medoro, Öl auf Leinwand, Privatbesitz, 1647

## Werkliste (Auswahl)
- Ausmalung des Palazzetto des Kardinals Odoardo Farnese in Rom (1602 – 1603) gemeinsam mit Annibale Carracci und Domenichino.[A 1]
- Ausmalung der Sala regia (Salone delle Feste) und der Cappella dell'Annunziata, mit Guido Reni, Quirinalspalast, Rom, 1616[2]
- Glorie des Paradieses, Sant’Andrea della Valle, Rom, 1621–1625 (andere Quellen: 1624–28), Fresken in der Vierungskuppel
- Paradies, Fresken, 1635–1636, Gesù Nuovo, Neapel (verloren)[9]
- Fresken in der Certosa di San Martino, Neapel[9]
- Kuppelfresko der Cappella di San Gennaro (Kathedrale von Neapel), 1643
- Die Auffahrt des Hl. Karl Borromäus, San Carlo ai Catinari, Chorapsis, Rom, 1647[9]
- Altarbild Der reuige Petrus, Dresden, Galerie[9]
- Altarbild Vision der heiligen Margareta von Cortona, Florenz, Galleria Pitti[9]
- Altarbild Abschied der Apostel Petrus und Paulus, Paris, Louvre[9]
- Venus mit Putti, Öl auf Leinwand (tela romana), ca. 1627–32, 93 × 110 cm, Privatbesitz
- Venus mit Harfe, ca. 1630, Rom, Galleria Nazionale d’Arte Antica (Palazzo Barberini)
- Rosenkranzmadonna, 1638, Chiesa del Rosario, Afragola
- Die Ankunft der Zitrusfrüchte im Golf von Neapel, 1639–1644, Berlin, Kupferstichkabinett[10]
- Die Auffindung des Moses, um 1640, Herzog Anton Ulrich-Museum, Braunschweig[11]

## Ehrungen
- Christusorden, verliehen 1628 durch  Urban VIII.

## Literatur

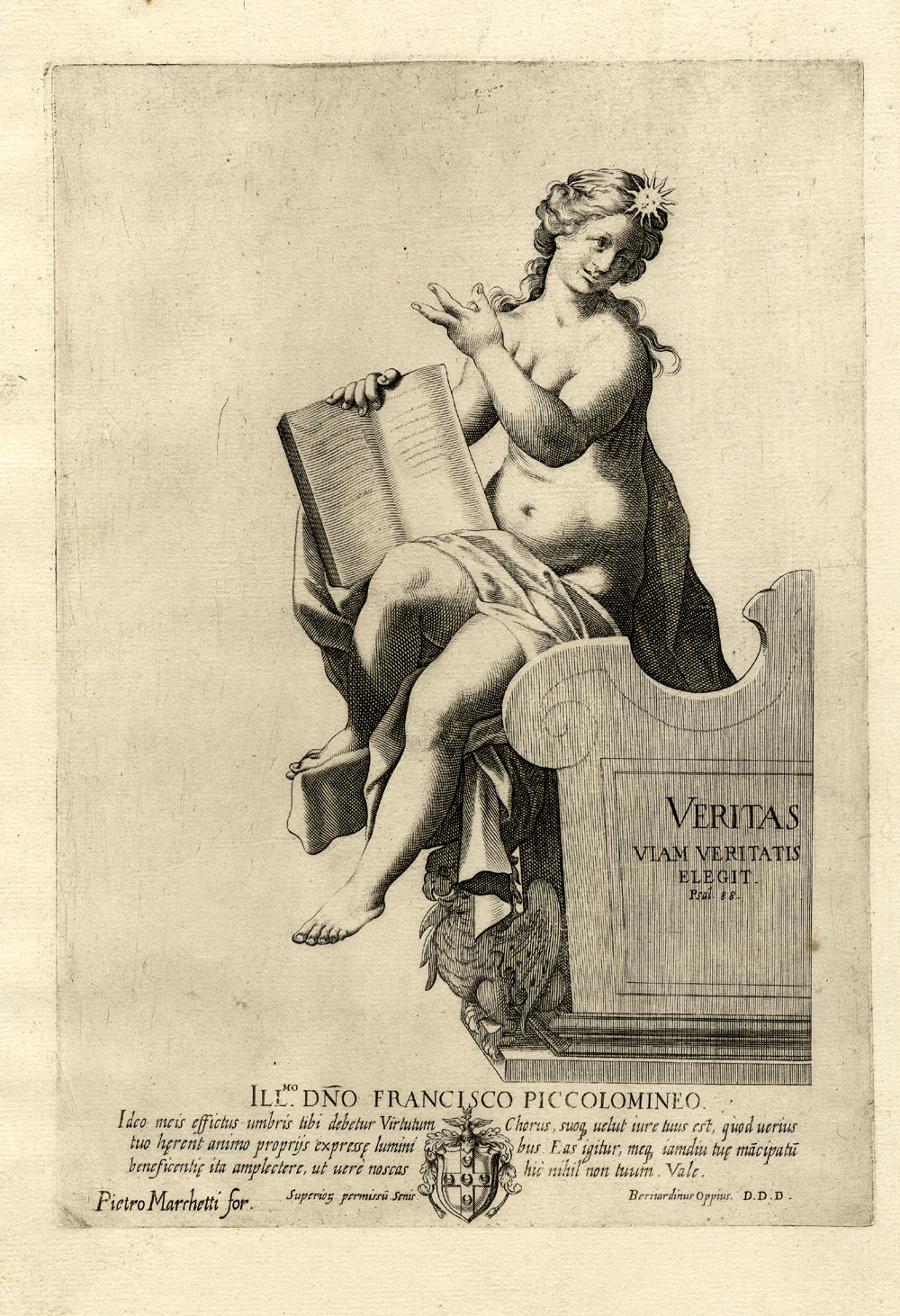
Veritas (die Wahrheit), Teil des Kupferstichwerks „Die Tugenden“, 1600–1625, Universitätsbibliothek Salzburg, G 785 III